# Fairbank Lake
Fairbank Lake är en sjö i Kanada.   Den ligger i kommunen Greater Sudbury och provinsen Ontario, i den sydöstra delen av landet, 500 km väster om huvudstaden Ottawa. Fairbank Lake ligger 288 meter över havet. Arean är 7,3 kvadratkilometer. Den sträcker sig 3,7 kilometer i nord-sydlig riktning, och 5,2 kilometer i öst-västlig riktning.